# إلبيرتون
إلبيرتون (بالإنجليزية: Elberton, Georgia)‏ هي مدينة تقع في مقاطعة إلبرت، جورجيا بولاية جورجيا في الولايات المتحدة. تبلغ مساحة هذه المدينة 10.4 (كم²)، وترتفع عن سطح البحر 393 م، بلغ عدد سكانها 4653 نسمة في عام 2010 حسب إحصاء مكتب تعداد الولايات المتحدة.

## أعلام
- تشارلز إي. دانيال
- ساي مور
- كلارك غينز
- أغسطس ماكسويل
- باول براون
- ديريك هاربر

## وصلات خارجية
- Official Website of the City of Elberton Georgia
- Cities & Counties - Georgia.gov